# NGC 867
NGC 867 è una galassia lenticolare situata nella costellazione della Balena, a una distanza di circa 296 milioni di anni luce dalla nostra Via Lattea.

## Scoperta
La galassia è stata scoperta il 21 dicembre 1783 dall'astronomo britannico di origine tedesca William Herschel.
La galassia è stata poi osservata in modo indipendente il 26 settembre 1865 dall'astronomo prussiano Heinrich d'Arrest e in seguito inserita nel New General Catalogue con la designazione NGC 875, che quindi è un duplicato della precedente.

## Descrizione
NGC 867 presenta una larga riga a 21 cm dell'idrogeno neutro.
Il database SIMBAD la classifica come galassia LINER, cioè una galassia il cui nucleo presenta uno spettro di emissione caratterizzato da larghe righe di atomi debolmente ionizzati.